# Middle-Grade Fiction
Als Middle-Grade Fiction (engl. für „fiktionale Literatur für die mittleren Klassenstufen“) wird dasjenige Textkorpus innerhalb der amerikanischen Kinder- und Jugendliteratur bezeichnet, das für 8- bis 12-Jährige geschrieben ist.
Kennzeichnend für die Middle-Grade Fiction ist bei der Prosa ein gewisser Umfang und die Gliederung in Kapitel. Dies unterscheidet sie einerseits sowohl von der Bilderbuchliteratur als auch von der Literatur für Leseanfänger. Andererseits fehlt aber die gezielte Ansprache der emotionalen Befindlichkeiten Adoleszenter, wie sie für die Jugendliteratur (Young-Adult Fiction) charakteristisch ist.
Als selbstständiges Literatursystem hat die Middle-Grade Fiction sich erst im 20. Jahrhundert aus Kinder- und Jugendliteratur herausgelöst, und der Terminus „Middle-Grade Fiction“ hat sich in den USA erst in den 1980er Jahren etabliert. In diesem Artikel werden jedoch auch vorausgehende Werke behandelt, von denen ausgehend die Middle-Grade Fiction ihre heutige Gestalt erlangt hat.

## Genres und Themen

### Erzählungen und Romane

#### Natur- und Tiergeschichten
Beginnend mit Old Mother West (1910) hat Thornton Burgess eine Vielzahl von Kinderbüchern veröffentlicht, in denen regionale Wildtiere – Kaninchen, Stinktiere, Waschbären, Frösche usw. – die Protagonisten sind.
Der bedeutendste Tierroman der Zeit nach dem Ersten Weltkrieg war Will James’ (1892–1942) Pferdegeschichte Smoky the Cow Horse (1929), die bis heute viermal verfilmt wurde, einmal sogar in der Sowjetunion. Während Smoky ein realistischer Roman war, gehören die Tiergeschichten von Hugh Lofting (1886–1947) und Walter R. Brooks (1886–1958) zum phantastischen Genre. Lofting, ein gebürtiger Brite, schrieb in seiner amerikanischen Wahlheimat, in die er nach dem Ersten Weltkrieg kam, 12 Romane um die heute weltbekannte Figur des Doktor Dolittle (veröffentlicht 1920–1952), den Arzt, der die Sprache der Tiere versteht. Ein sprechendes Tier – genauer: ein sprechendes Schwein – ist auch die Hauptfigur in Walter R. Brooks’ vielbändiger Romanreihe um Freddy the Pig (1927–1958).

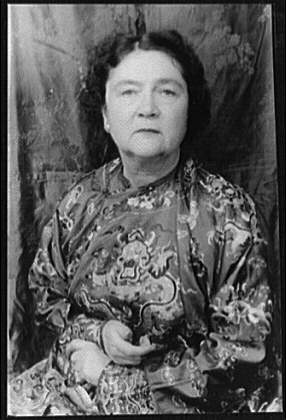
Marjorie Kinnan Rawlings (1896–1953), Autorin von The Yearling

Erfolgreiche Tiererzählungen der 1930er Jahre waren Phil Stongs (1899–1957) Elch-Geschichte Honk, the Moose (1935) und Richard (1892–1948) und Florence Atwaters Roman Mr. Popper’s Penguins (1938). John A. Moroso (1874–1957) veröffentlichte 1936 einen erfolgreichen Roman um einen Jungen und seinen Hund, Nobody’s Buddy (1936). Jim Kjelgaards (1910–1959) Hundegeschichte Big Red (1945) wurde 1962 von den Disney Studios verfilmt. Ebenfalls verfilmt wurde Marjorie Kinnan Rawlings’ Pulitzerpreis-Roman Frühling des Lebens (1939) um einen Jungen, der ein Rehkitz adoptiert und aufzieht. Der bekannteste Pferderoman der Zeit war Walter Farleys (1915–1989) 1941 veröffentlichter Klassiker The Black Stallion.

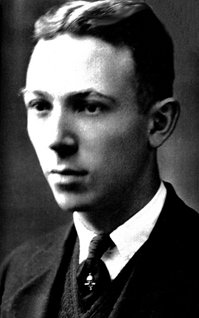
E. B. White (1899–1985), Autor von Wilbur und Charlotte

Viele erfolgreiche Kinderbücher der Nachkriegszeit hatten Themen aus der Natur. Preisgekrönte Winter- bzw. Wettergeschichten waren Berta (ca. 1890–1976) und Elmer Haders (1889–1973) The Big Snow (1948) und Charlotte Zolotows (1915–2013) The Storm Book (1952). Von Bäumen handelte Mary (1890–1970) und Conrad Buffs (1886–1975) Kinderroman Big Tree. Ein weiteres Beispiel für dieses Genre bildet Carolyn Sherwin Baileys (1875–1961) Kinderroman Miss Hickory (1946), der die Geschichte einer Puppe erzählt, die von ihren menschlichen Besitzern im Stich gelassen wird und lernt, unter Pflanzen und Tieren zurechtzukommen. 
Einen Höhepunkt erlangte in den 1950er Jahren das Genre des Tierromans, mit dem sich in dieser Zeit so hochrangige Autoren wie Meindert DeJong und E. B. White beschäftigten. Von Meindert DeJong (1906–1992), der 1962 als erster Amerikaner mit dem Hans Christian Andersen-Preis ausgezeichnet wurde, stammen eine Reihe von Geschichten um Hunde, Katzen, Kaninchen und andere Bauernhoftiere, an die Kinder ihr Herz hängen, und deren Handlung an so unterschiedlichen Schauplätzen wie DeJongs westfriesischer Heimat, seiner Wahlheimat USA und in China angesiedelt ist. Als Klassiker der amerikanischen Kinderliteratur gelten heute auch die Arbeiten von E. B. White, besonders Klein Stuart (1945), Wilbur und Charlotte (1952) und Der Schwan mit der Trompete (1970), in denen die Tiere selbst zu handelnden Charakteren werden. Erfolgreiche Hundegeschichten der 1950er Jahre waren Eleanor Estes’ (1906–1988) Ginger Pye (1951), Fred Gipsons (1908–1973) Old Yeller (1956) und Rutherford Montgomerys Broken Fang. Von Pferden bzw. Ponys handelten die Romane Misty of Chincoteague (1947), King of the Wind (1948; beide von Marguerite Henry, 1902–1997), Midnight, a Cow Pony (1949; von S. P. Meek, 1894–1972) und Chucaro: Wild Pony of the Pampa (1958; von Francis Kalnay). Der Held von George Seldens (1929–1989) Buch The Cricket in Times Square (1960) ist eine musikalische Grille.
Ein Bestseller der Zeit war Dodie Smiths Hundegeschichte 101 Dalmatiner (1956), der in den Disney-Studios 1961 erstmals verfilmt wurde.
Ein bedeutendes Kinderbuch der 1960er Jahre mit Naturthema war The Sun is a Golden Earring (1962) von Natalia M. Belting. Bemerkenswerte Pferderomane derselben Zeit waren Hetty Burlingame Beattys (1907–1971) Blitz (1961) und Mebane Holoman Burgwyns (1914–1992) The Crackajack Pony (1970). Andere Tierromane handelten von Hunden (Kävik the Wolf Dog, 1968, von Walt Morey, 1907–1992; Sounder, 1969, von William H. Armstrong, 1911–1999), einem Waschbären (Rascal, der Waschbär, 1963, von Sterling North, 1906–1974) und einer Katze (It’s Like This, Cat, 1963, von Emily Cheney Neville, 1919–1997).
Auch viele Kinderbücher der 1970er Jahre bemühen sich darum, Kindern ein gefühlsmäßiges Verständnis von Natur nahezubringen, wie z. B. Jane Langtons Fantasy-Roman The Fledgling (1980) oder Joyce Sidmans illustrierter Lyrikband Song of the Water Boatman and Other Pond Poems (1980). Von Insekten handelt Norma Farbers (1909–1984) Lyrikband Never Say Ugh to a Bug (1979).
Zu den literarisch anspruchsvollsten Tierbüchern der 1970er Jahre zählt Mrs. Frisby and the Rats of NIMH (1971) von Robert C. O’Brien (1918–1973), in dem eine bedrängte Feldmaus bei einer Gruppe von Ratten Zuflucht findet, die nach ihrem Ausbruch aus einem Labor eine intellektuell und technisch hochentwickelte Gemeinschaft gebildet haben. O’Briens Tochter Jane Leslie Conly veröffentlichte 1986 eine Fortsetzung, Rasco and the Rats of NIMH.
Eine klassische Tiergeschichte bietet Allan W. Eckerts Abenteuerroman um einen Jungen und einen Dachs, Incident At Hawk’s Hill (1971). John Reynolds Gardiners (1944–2006) Roman Steinadler (1980) erzählt die Geschichte eines Jungen, der mit seinem Hundeschlitten einen Wettkampf gegen einen stillen und scheinbar unbesiegbaren Indianer antritt.
In den 1980er Jahren entstanden viele Pferde- und Reiterromane für Mädchen, darunter A Very Young Rider (1987) von Jill Krementz und die The Saddle Club-Romane (1988–2001) von Bonnie Bryant, die 2001 in Australien als Fernsehserie adaptiert wurden.
Ein literarisch beachtliches Tierbuch der Zeit war Paul Fleischmans Insekten-Poesie-Band Joyful Noise: Poems for Two Voices (1989).
1991 veröffentlichte Phyllis Reynolds Naylor ihren Roman Shiloh um einen Jungen, der einen streunenden Beagle adoptiert. Das Buch war so erfolgreich, dass Naylor daraus eine Trilogie schuf, die bald auch verfilmt wurde.
Die bedeutendste Autorin von (phantastischen) Tierromanen ist gegenwärtig Kate DiCamillo, die 2000 erstmals in die Bestsellerlisten gelangte, als sie ihre Hunde-Geschichte Winn-Dixie veröffentlichte. 2001 folgte die Tiger-Geschichte Kentucky Star und 2003 ihr Roman Despereaux – Von einem der auszog, das Fürchten zu verlernen über eine kleine Maus mit grotesk großen Ohren, die sich hoffnungslos in eine menschliche Prinzessin verliebt. Das Buch wurde mit der Caldecott Medal ausgezeichnet und erschien 2008 auch als Film. 2006 publizierte DiCamillo den Roman Die wundersame Reise von Edward Tulane über ein Porzellankaninchen, das erst nachdem es verloren geht lernt, dass selbst ein Liebesobjekt, das man verliert, mehr wert ist als ein Leben ganz ohne Liebe.
Einen phantastischen Katzenroman legte Alan Armstrong 2005 mit seinem Newbery Honor-Buch Whittington vor.

#### Realistische Gegenwartsromane

##### Familiengeschichten
Ein frühes Beispiel für eine Kinderbuchreihe mit Familienthema war die Little Pilgrim-Serie (1879–ca. 1884) von Ella Rodman Church.
In jüdischen Familien waren seit den frühen 1950er Jahren die All-Of-A-Kind-Family-Romane von Sydney Taylor beliebt.
Die in den 1980er Jahren erfolgreichste Autorin von Familiengeschichten war Beverly Cleary, deren 1983 erschienener Kinderroman Dear Mr. Henshaw über ein 10-jähriges Scheidungskind mit der Newbery Medal ausgezeichnet wurde. Viel gelesen wurden auch Cleary’s Ramona Quimby-Kleinmädchenromane und ihre Ralph S. Mouse-Serie über die Abenteuer einer Maus. Ebenfalls in den 1980er Jahren schrieb Mavis Jukes’ seinen bemerkenswerten Kinderroman Like Jake and Me (1984) um einen Jungen und seinen neuen Stiefvater.
Zu den spannendsten jüngeren Familiengeschichten zählt Jeanne Birdsalls National Book Award-Kinderroman The Penderwicks (2005) über die Abenteuer vierer ungleicher Schwestern während eines Urlaubs in den Berkshire Mountains. Die in den USA aufgewachsene, heute aber in British Columbia lebende Schriftstellerin Polly Horvath veröffentlichte 2002 ihr Buch The Canning Season über ein 13-jähriges Mädchen, das von seiner lieblosen Mutter zu zwei exzentrischen alten Tanten ins ländliche Maine abgeschoben wird. Das Buch, das seinen Witz dem Charakter der Personen verdankt, wurde mit einem National Book Award ausgezeichnet. Weitere Auszeichnungen hatte Horvath zuvor bereits für ihre Kinderromane The Trolls (1999) und Everything on a Waffle (2001) gewonnen. Um den Tod geht es immer wieder in Each Little Bird That Sings (2005) von Deborah Wiles, über ein Mädchen, dessen Eltern ein Bestattungsinstitut führen.

##### Alltagsgeschichten
1916–1919 erschienen die viel gelesenen Merryvale-Geschichten für Jungen und für Mädchen von Alice Hale Burnett, die die Jungen und Mädchen einer ländlichen Kleinstadt durch alltägliche Abenteuer begleiten.
Nach dem Ersten Weltkrieg erschienen in größerer Zahl Bücher, die die Aufmerksamkeit des jugendlichen Publikums nicht nur aufs Landleben richtete, sondern dieses gelegentlich sogar idealisierte; diese Entwicklung muss auch vor dem Hintergrund der soeben erst überstandenen Weltwirtschaftskrise verstanden werden, in deren Folge ein großer Bedarf an landwirtschaftlichen Arbeitskräften entstanden war. Zu den Autoren, die die Landwirtschaft in Jugendbüchern beschrieben bzw. bewarben, zählen John Case, Paul W. Chapman, Sarah Lindsay Schmidt, Betty Baxter Anderson, Arthur Charles Bartlett und Elizabeth Yates (1905–2001).
Eines der interessantesten amerikanischen Kinderbücher der 1950er Jahre ist Robert Paul Smiths (1915–1977) autobiografischer Roman Where Did You Go? Out. What Did You Do? Nothing. In einer Konsequenz, die in der Literaturgeschichte bis heute ohne Nachahmung geblieben ist, schildert das 1957 erschienene Buch auf nostalgische Weise das innere Leben der Kindheit, die Freuden und die Lebensnotwendigkeit der Ungestörtheit, der Abwesenheit von elterlicher Überwachung, der unstrukturierten Zeit, auch der Langeweile.
Beinahe etwas konventionell wirken im Vergleich dazu die Alltagsgeschichten von Catherine Besterman, Marjorie Kinnan Rawlings (1896–1953), Jack Schaefer (1907–1991), Scott Corbett (1913–2006) und Patrick Skene Catling. Ein Newbery-Preisträger war Virginia Sorensens (1912–1991) Heimatgeschichte Miracles on Maple Hill (1956).

##### Geschichten von Freundschaft
Bedeutende Beispiele für Kinderbücher, in denen von Freundschaft erzählt wird, sind Little Maid Marian (1908) von Amy Ella Blanchard, Onion John (1959) von Joseph Krumgold, The Secret Super Powers of Marco (1995) von Meredith Sue Willis, When Zachary Beaver Came to Town (1999) von Kimberly Willis Holt und die Reihe The Friendship Ring (1998–2000) von Rachel Vail.

##### Problemgeschichten
Der beachtlichste Familienroman der 1960er Jahre war Summer of the Swans (1970) von Betsy Byars, der die Geschichte der Schwester eines geistig behinderten Jungen erzählt. 1979 folgte ihr Bestseller Pinballs über drei Kinder in einer Pflegefamilie. Eine ganz andere Familiengeschichte schildert Sulamith Ish-Kishor (1896–1977) in Our Eddie (1969). Im Mittelpunkt dieses Romans steht eine jüdische Familie, die unter der Strenge des Vaters fast zerbricht. Ein weiteres viel gelesenes Buch der 1970er Jahre war The Boy Who Could Make Himself Disappear (1971) von Kin Platt über einen zwölfjährigen Jungen, der nach der Scheidung seiner Eltern eine Psychose entwickelt. Der Roman Hang Tough, Paul Mather (1973) von Alfred Slote schildert das Schicksal eines Baseball-begeisterten Jungen, der an Leukämie erkrankt.
Um Rassenkonflikte geht es in Jerry Spinellis Newbery Medal-Roman Maniac Magee (1990) um einen elternlosen 12-Jährigen, der als extrem talentierter Sportler zwischen den Weißen und den Schwarzen seiner Heimatstadt zu vermitteln sucht.
Viele der Romane der 1990er Jahre, die das Alltagsleben von Kindern beschreiben, behandeln dabei bedrückende Erfahrungen und schwerwiegende Probleme. Um den Tod naher Angehöriger geht es z. B. in Cynthia Rylants Newbery-Buch Missing May (1992), in dem Sportroman Heart of a Champion (1993) von Carl Deuker, in Salamancas Reise (1994) von Sharon Creech und in Getting Near to Baby (1999) von Audrey Couloumbis. In Crazy Lady (1995) erzählt Jane Leslie Conly von einem Jungen, dessen Familie nach dem Tod der Mutter zusammenbricht. Im Mittelpunkt von Rodman Philbricks Jugendbuch Freak  (1993) steht ein Junge, dessen Vater im Gefängnis sitzt, weil er die Mutter getötet hat. Von familiärer Gewalt handeln auch Carolyn Comans Buch What Jamie Saw (1995) und Edward Bloors Geschichte Tangerine (1997) über einen sehbehinderten Jungen, der dahinterkommt, dass sein Bruder, ein populärer Fußballspieler, ein Sadist ist und die Schuld an seinem Augenunfall trägt.
Um ein ADHS-Kind geht es in Jack Gantos’ Buch Joey Pigza Loses Control (2002). Geschwister von autistischen Kindern stehen im Mittelpunkt der Kinderromane Rules (2006) von Cynthia Lord und Al Capone Does My Shirts (2004) von Gennifer Choldenko. Der Erfolg von Susan Patrons Newbery Medal-Buch The Higher Power of Lucky (2006) gründet auf den komplexen Charakteren der handelnden Personen; im Mittelpunkt des vielschichtigen Romans steht ein 10-jähriges Mädchen, das sich nach dem Tod seiner Mutter in ein neues Leben hineinfinden muss.

##### Komödiantische Geschichten
Ein Bestseller der 1970er Jahre war die Ekelgeschichte How to Eat Fried Worms (1973) von Thomas Rockwell, in der Billy mit seinen zwei Freunden eine Wette abschließt, dass er in 15 Tagen 15 Regenwürmer essen wird. 1978 erschien Chocolate Fever von Robert Kimmel Smith in den Bestsellerlisten; das Buch erzählt die Geschichte von Henry Green, der so gern und so viel Schokolade isst, dass er die Medizin mit einer neuen Krankheit in Erstaunen versetzt: dem „Schokoladenfieber“.

##### Schulgeschichten
Der Jesuitenpater Francis J. Finn (1859–1928) erlangte in den letzten Jahren des 19. Jahrhunderts Popularität durch seine katholischen Jungenromane, insbesondere eine Reihe um den Jungen Tom Playfair.
Während Schulgeschichten in den Kinderliteraturen anderer Länder einen breiten Raum einnehmen, war Jesse Stuarts (1906–1984) autobiografischer Bericht The thread that runs so true (1948) eines der wenigen Bücher der Zeit nach dem Zweiten Weltkrieg, die den amerikanischen Schulalltag beschreiben. Im Schulmilieu ist auch die Handlung von Paula Danzigers (1944–2004) Mädchenroman The Cat Ate My Gymsuit (1974) und von Robert Cormiers (1926–2000) Bestseller The Chocolate War (1974) angesiedelt.
In den 1980er Jahren entstand erstmals eine größere Anzahl populärer Kinderromane, deren Handlung im Schulmilieu angesiedelt war. Die erfolgreichste Vertreterin dieses Genres war zunächst Francine Pascal, die 1983 mit der Publikation ihrer Sweet Valley High-Schülerromane begann, deren einzelne Bände Millionenauflagen erreichten und die bald von einem Team von Ghostwritern fortgesetzt wurde. Viel gelesen wurden auch die Schülergeschichten von Louis Sachar, der von 1978 bis 1995 seiner fünfteilige Romanserie Sideways Stories From Wayside School veröffentlichte. Von Schülern erzählten auch viele weitere von Sachars Büchern, wie z. B. There is a Boy in the Girls' Bathroom (1988). Viele Schülergeschichten waren auf ein weibliches Lesepublikum zugeschnitten, wie z. B. die sehr populäre Baby-sitters Club-Romane von Ann M. Martin, die von 1986 bis 2000 erschienen, in den 1980er Jahren Millionenauflagen erreichten und bald von Ghostwritern geschrieben wurden. In den 1990er Jahren hat Andrew Clements mehrere Schülerromane vorgelegt (Frindle, 1996). Define „Normal“ (2000) von Julie Anne Peters erzählt die Geschichte zweier ungleicher Mädchen an einer Middle School.
Einen ebenso heiteren wie kritischen Schülerroman hat Adam Selzer im Jahr 2007 mit seinem Buch How To Get Suspended and Influence People vorgelegt, in dem ein 13-Jähriger aus der Schule verwiesen wird, nachdem er für seine Mitschüler ein Sexualaufklärungsvideo produziert hat. Im Schülermilieu ist auch die Handlung der kommerziell sehr erfolgreichen Katie Kazoo Switcheroo-Romanserie (seit 2002) von Nancy E. Krulik angesiedelt. Die erfolgreichste neue Schülerserie ist Jeff Kinneys Diary of a Wimpy Kid-Reihe (seit 2007) über die komischen Abenteuer eines mit allen alterstypischen Eigenarten behafteten Sechstklässlers.

##### Bücher für Mädchen
Als eine der ersten amerikanischen Schriftstellerinnen, die eine Mädchenbuchserie hervorbrachte, gilt Maria J. McIntosh alias Aunt Kitty. 1939 veröffentlichte sie einen Roman Blind Alice, dem unter dem Titel Tales for the Young; or Lessons for the Heart eine ganze Buchreihe folgte. Jacob Abbott publizierte nur wenig später die Cousin Lucy- (1841/42) und die Franconia-Romane (1850–54). Eine der produktivsten Mädchenbuchautorinnen des 19. Jahrhunderts war jedoch die heute fast in Vergessenheit geratene Englischlehrerin Harriette Newell Woods Baker alias „Aunt Hattie“. Für ein Publikum von Mädchen schrieb auch Elizabeth Stuart Phelps (1815–1852), die ihre Romanreihen unter dem Pseudonym H. Trusta veröffentlichte. Weitere bekannte Mädchenbuchautoren der Zeit vor dem Sezessionskrieg waren Emily Alice Bradley Neal Haven (1827–1863), Daniel Wise (1813–1898), Elizabeth Payson Prentiss (1818–1878), Elizabeth M. Bruce (1830–1911), Frances Irene Burge Griswold (1836–1900), Sarah Cook Stuart Robbins (1817–1910) und Annie Ketchum Dunning (1831–1896).
Mädchenromanserien blieben auch nach dem Sezessionskrieg populär. Zu den bekanntesten Vertreterinnen dieses Genres zählte die Dichterin Adeline Dutton Train Whitney (1824–1906), die in ihren Arbeiten – z. B. Faith Gartney’s Girlhood (1863) und The Other Girls (1873) – immer wieder konservative weibliche Werte verteidigt hat. Rebecca Sophia Clarke (1833–1906) veröffentlichte seit 1864 ihre Little Prudy-Geschichten. Die Lehrerin Martha Finley (1828–1909) begann 1867 mit der Publikation ihrer Elsie Dinsmore-Romane (bis 1905), die in 28 Bänden die Lebensgeschichte einer Halbwaise in Neuengland von der Kindheit bis ins Alter erzählen. Weitere Autorinnen, die nach 1965 Mädchenromanserien zu veröffentlichen begannen, waren Elizabeth Stuart Phelps Ward (1844–1911; eine Tochter der gleichnamigen älteren Autorin), Harriet Burn McKeever (1807–1886) und Joanna Hone Mathews (1849–1901).

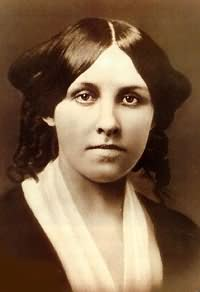
Louisa May Alcott (1832–1888), Autorin des Jungmädchenromans Little Women

1868 veröffentlichte Louisa May Alcott den ersten Band ihres Romans Little Women. Little Women erzählt die Geschichte von vier Schwestern, die während des Sezessionskrieges heranwuchsen. Die Komplexität der weiblichen Charaktere und ihrer Geschlechtsrollenkonflikte boten dem weiblichen Lesepublikum so weitreichende Identifikationsmöglichkeiten, dass der Roman auf Anhieb zum Bestseller wurde und viele amerikanische Frauengenerationen nachhaltig beeinflusst hat.
Weitere Mädchenbuchautorinnen der späten 1860er und frühen 1870er Jahre waren Virginia Frances Townsend (1836–1920), Margaret Hosmer (1830–1897), Caroline Wells Healey Dall (1822–1912), Susan Blagge Caldwell Samuels (1848–1931) und Virginia Wales Johnson (1849–1916). 1872 veröffentlichte Sarah Chauncey Woolsey alias Susan Coolidge (1835–1905) ihren Roman What Katie Did. Das populäre Buch erzählt die Geschichte eines widerspenstigen 12-jährigen Mädchens, das durch einen Unfall zur Invalide wird.
Die spätere Pulitzer-Preisträgerin Laura E. Richards (1850–1943) veröffentlichte, neben zahlreichen anderen Kinderbüchern, von 1889 bis 1897 ihre fünfteilige Hildegarde-Serie. Weitere Mädchenromanreihen wurden im späten 19. Jahrhundert u. a. von Elizabeth Williams Champney (1850–1922), Mary Bradford Crowninshield (1844–1913), Sarah Jones Clarke (1840–1929) und Myra Sawyer Hamlin (1856–1927) veröffentlicht.

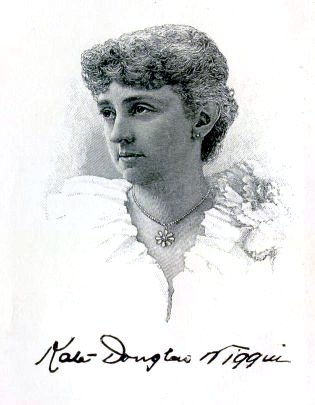
Kate D. Wiggin (1856–1923), Autorin von Rebecca of Sunnybrook Farm

Ein heute klassisches Mädchenbuch veröffentlichte Kate Douglas Wiggin mit ihrem Roman Rebecca of Sunnybrook Farm (1903),
der die Geschichte eines Mädchens in Neuengland erzählt. 1906 folgte die Fortsetzung New Chronicles on Rebecca. Ebenso beliebt ist in den USA bis heute der Mädchenroman Pollyanna, den Eleanor H. Porter (1868–1920) 1913 publizierte. Das Buch erzählt die Geschichte einer Waisen, die sich mit unerschütterlichem Optimismus dafür einsetzt, ihr Lebensumfeld menschlicher zu machen. Der Roman war auf Anhieb so populär, dass Porter 1915 eine Fortsetzung folgen ließ. Später erzeugten Harriet Lummis Smith, Elizabeth Borton, Margaret Piper Chalmers, Virginia May Moffitt und Colleen L. Reece ganze Pollyanna-Reihen.
In der Zeit vor dem Zweiten Weltkrieg waren unter den Mädchenbüchern sind besonders Marjorie Hill Allees im Forschungsmilieu angesiedelter Roman Jane’s Island (1931) und Anne Parrishs (1888–1957) Puppenabenteuer Floating Island (1930) bemerkenswert.
Während Autorinnen wie Enid Blyton in Großbritannien schon in den 1940er Jahren einen Boom von Mädchenromanen auslösten, entwickelte dieses Genre sich in den Vereinigten Staaten, wo Mädchen eher Familiengeschichten als Geschichten um weibliche Peergroups lasen, zunächst kaum. Ein Beispiel für den Sonderweg der amerikanischen Literatur bilden die populären Beany Malone-Romane (1943–1969) von Lenora Mattingly Weber (1895–1971), die – an ein überwiegend weibliches Lesepublikum gerichtet – die Abenteuer einer mutterlosen Geschwistergruppe erzählen.
1999 erschien Kate Klises Mädchenbuch Letters From Camp über den Sommer in einem Ferienlager. Ein anspruchsvolles Kind ist die Heldin von Megan McDonalds erfolgreicher Judy-Moody-Romanserie (seit 2000) um eine ehrgeizige 9-Jährige, die mit ihren extravaganten Einfällen immer wieder ihre Umgebung aufmischt. An dieselbe Lesergruppe sind Ellen Potters Olivia-Kidney-Reihe (seit 2003) über die Erlebnisse eines einsamen New Yorker Hochhauskindes adressiert.

##### Diversity

###### Die afroamerikanische Perspektive
Der (weiße) Anthropologe Harold Courlander (1908–1996) veröffentlichte bereits 1947 seine Sammlung afrikanischer Sagen, The Cow-Tail Switch, and Other West African Stories.
Obwohl die afroamerikanische Bürgerrechtsbewegung in den 1960er Jahren auf ihren Höhepunkt gelangte, entstanden immer noch wenig Kinderbücher, die die Lebensbedingungen und die Kultur der Afroamerikaner zum Thema hatten. Eine Ausnahme bildet der Roman The Jazz Man (1966) von Mary Hays Weik, der von einem schwarzen Jungen in Harlem handelt. Das erste viel beachtete Kinderbuch, das von Rassismus und von der Diskriminierung Schwarzer handelte, war der Roman The Cay (1969) von Theodore Taylor (1921–2006), von dem allein im Jahr 1976 mehr als 3 Millionen Exemplare verkauft wurden.
Ausschließlich an afroamerikanische Autoren verleiht die ALA seit 1970 ihren Coretta Scott King Award.
In den 1970er Jahren erschien erstmals in der amerikanischen Literaturgeschichte eine größere Anzahl von Kinderbüchern mit afroamerikanischer Thematik, wie Mildred Taylors Newbery Medal-Träger Roll of Thunder, Hear My Cry (1976), Ouida Sebestyens National Book Award-Buch Words by Heart (1979), Bette Greenes Mädchenroman Philip Hall Likes Me, I Reckon Maybe (1974), Sharon Bell Mathis’ Familiengeschichte The Hundred Penny Box (1975) und der Coming-of-Age-Roman M. C. Higgins, the Great von Virginia Hamilton (1936–2002), einer der profiliertesten Kinder- und Jugendschriftstellerinnen, die 1992 als vierte Amerikanerin den Hans Christian Andersen Preis erhielt. In den 1980er Jahren erschienen der an heranwachsende Mädchen adressierte Roman Marked By Fire (1982; von Joyce Carol Thomas) und das Jungenbuch The Moves Make the Man (1984; von Bruce Brooks).
Die afroamerikanische Dichterin und Aktivistin Maya Angelou veröffentlichte 1993 ihren von Jean-Michel Basquiat für Kinder illustrierten Lyrikband Life Doesn’t Frighten Me.
Viele Kinderromane der 1990er Jahre berichteten von den schwierigen Lebensbedingungen der Schwarzen in Geschichte und Gegenwart, so etwa Nikki Grimes’ Roman Jazmin’s Notebook (1998) über ein in den 1960er Jahren in Harlem in schwierigen familiären Verhältnissen lebendes Mädchen. Christopher Paul Curtis’ Newbery-Buch The Watsons Go to Birmingham – 1963  (1996) schildert die Erlebnisse einer afroamerikanischen Familie in der Birmingham-Kampagne der afroamerikanischen Bürgerrechtsbewegung. In der Gegenwart ist die Handlung von Jess Mowrys schwarzem Drogen- und Problemroman Babylon Boyz (1997) angesiedelt.
Viele Arbeiten der jüngsten afroamerikanischen Kinderliteratur haben die Geschichte der Afroamerikaner zum Thema. So erzählt M. T. Andersons National Book Award-Roman The Astonishing Life of Octavian Nothing, Traitor to the Nation (2006) vom Schicksal eines jungen Schwarzen, der in der Zeit des amerikanischen Unabhängigkeitskrieges das Studienobjekt eines radikalen weißen Philosophen wird.
Ein weiteres wichtiges jüngeres afroamerikanisches Kinderbuch sind Marilyn Nelsons Lyrikband Carver: A Life In Poems (2001). Seit 2001 veröffentlicht Valerie Wilson Wesley ihre heitere Willimena Rules!-Romanserie über die Schulabenteuer einer schwarzen 9-Jährigen.

###### Die indianische Perspektive
Ein frühes Beispiel für die indianische Perspektive in der amerikanischen Kinderliteratur bildet das Werk der Malerin und Schriftstellerin Grace Moon (1884–1947). Hal Borlands (1900–1978) Indianerroman When the Legends Die (1963) wurde 1972 mit Richard Widmark verfilmt und wurde 1984 erneut mit mehr als 3 Mio. Exemplaren aufgelegt. Um die Kultur der Indianer ging es auch in dem Roman Anpao: An American Indian Odyssey (1977; von Jamake Highwater, ca. 1930–2001).
Louise Erdrichs Romane The Birchbark House (1999) und The Game of Silence (2005) schildern das Alltagsleben einer Anishinabe-Familie am Oberen See im Jahre 1847.

###### Perspektive der Einwanderer
Die Einwanderungswelle, die in den USA im Anschluss an den Ersten Weltkrieg einsetzte, bereicherte die Kinderliteratur erstmals um eine größere Anzahl von Büchern mit ethnischer Thematik. Auf besonderes Interesse stieß diese ethnische Literatur bei der American Library Association (ALA), die herausragende Kinder- und Jugendbücher von 1922 an alljährlich mit der Newbery Medal auszeichnete.
Als Begründer der Chicano-Literatur, d. h. der Literatur der mexikanischen Amerikaner wird oft Rudolfo Anaya genannt, der neben Romanen für Erwachsene auch eine Reihe von Kinderbüchern geschrieben hat. Das erfolgreichste davon ist der Roman Bless Me, Ultima (1972) über die Geschichte eines Chicano-Jungen in New Mexico in den 1940er Jahren.
1975 veröffentlichte Laurence Yep seinen Roman Dragonwings, der die Schicksale chinesisch-amerikanischer Migranten zur Zeit des großen Erdbebens von San Francisco (1906) schilderte und mit der Newbery Honor ausgezeichnet wurde. Ausgehend von Dragonwings schrieb Yep acht weitere Romane über die Erfahrungen der chinesischen Einwanderer in Kalifornien, die bald unter dem Titel Golden Mountain Chronicles zusammengefasst wurden.
Linda Crew veröffentlichte 1991 ihren Roman Children of the River über die Erlebnisse einer jungen kambodschanischen Migrantin in den USA. Von einem koreanisch-amerikanischen Mädchen erzählt Haemi Balgassis Buch Tae’s Sonata (1997).

###### Blick in fremde Kulturen
Einer der bedeutendsten älteren amerikanischen Romane für junge Leser war Hans Brinker, or The Silver Skates (1865) Mary Mapes Dodge, die Geschichte eines holländischen Arbeiterjungen.
1928 verlieh die Newbery-Jury ihren Hauptpreis an den Inder Dhan Gopal Mukerji (1890–1936), dessen Roman Gay Neck, the Story of a Pigeon die Geschichte einer indischen Wettkampftaube erzählt; Hauptpreisträger des folgenden Jahres wurde Eric P. Kelly (1884–1960), dessen Buch The Trumpeter of Krakow eine Legende aus der Geschichte Polens zum Thema hat. Bereits 1925 hatte Charles J. Finger (1869–1941) die Medaille für seine Sammlung historischer lateinamerikanischer Sagen – Tales from Silver Lands (1914) – erhalten. Der Hauptpreisträger des Jahres 1926 – Shen of the Sea von Arthur Bowie Chrisman (1889–1953) – war eine Sammlung chinesischer Sagen.
Ihren Nebenpreis, die Newbery Honor, verlieh die ALA nach dem Ersten Weltkrieg mehrfach an irisch-amerikanische Autoren: an Padraic Colum (1881–1972) für seine Mythen-Nacherzählung The Golden Fleece and The Heroes Who Lived Before Achilles (1921) und The Voyagers: Being Legends and Romances of Atlantic Discovery (1925) sowie an Ella Young (1867–1956), die in ihrem Band The Wonder Smith and His Son (1928) irische Sagen nacherzählte. Ebenfalls mit der Newbery Honor wurde 1929 Julia Davis Adams (1900–1993) für ihren Roman Vaino, A Boy of New Finland geehrt. Nicht auf eine ethnische, sondern auf eine religiöse Gruppe – die Mennoniten in Lancaster County – weisen hingegen die Jugendbücher von Anna Balmer Myers hin, deren bekannteste Arbeit der Roman Amanda: A Daughter of the Mennonites (1921) ist.
Das Interesse der American Library Association (ALA) an Kinderliteratur mit ethnischen Themen bestand auch nach der Weltwirtschaftskrise fort. Zu den Arbeiten, die sie in den 1930er und frühen 1940er Jahren auszeichnete, zählen Herbert Bests afrikanische Erzählung Garram the Hunter: A Boy of the Hill Tribes (1930), Indianerbücher von Ralph Hubbard (Queer Person, 1930) und Laura Adams Armer (1874–1963; Waterless Mountain, 1931), Elizabeth Coatsworths (1893–1986) buddhistische Legende The Cat Who Went to Heaven (1931), Christine Westons (ca. 1923–2008) Indien-Geschichte Bhimsa, the Dancing Bear (1945) sowie China-Bücher von Elizabeth Foreman Lewis (1892–1958; Young Fu of the Upper Yangtze, 1932), Elizabeth Seeger (Pageant of Chinese History, 1934) und Chih-Yi Chan (Good-Luck Horse, 1943). Mit der Newbery Honor würdigte die ALA auch Nora Burglon (1900–1976), die neben dem Preisträgerbuch (Children of the Soil: A Story of Scandinavia, 1932) weitere Geschichten über Kinder in aller Welt geschrieben hat. Im Mittelpunkt von Hilda van Stockums (1908–2006) Buch Day On Skates: The Story of a Dutch Picnic (1934) stehen die Erlebnisse einer holländischen Schulklasse; Monica Shannons (ca. 1905–1965) Roman Dobry (1935) erzählt die Geschichte eines rumänischen Bauernjungen.
In Mexiko ist die Handlung von Dorothy Rhoads’ Bauernjungengeschichte The Corn Grows Ripe (1956) angesiedelt. Im selben Jahr erschien auch Mari Sandoz’ (1896–1966) Roman The Horsecatcher, in dem das Heranwachsen eines jungen Cheyenne geschildert wird. Ann Nolan Clarks (1896–1995) Newbery Honor-Buch Secret of the Andes (1953) berichtet von den Abenteuern eines Inka-Jungen im Hochland der Anden.
Viele andere Kinderbücher der 1940er und 1950er haben europäische Schauplätze, wie Frankreich (The Avion My Uncle Flew, 1946, von Cyrus Fisher, 1904–1964; The Family Under The Bridge, 1958, von Natalie Savage Carlson, 1906–1997), die Schweiz (All Alone, 1953, von Claire Huchet Bishop, 1899–1993; Banner In The Sky, 1954, von James Ullman, 1907–1971) oder Italien (Red Sails to Capri, 1952, von Ann Weil, 1908–1969). Wieder andere Bücher haben asiatische Schauplätze, wie Sibirien (The Defender, 1951, von Nicholas Kalashnikoff), China (Li Lun, Lad of Courage, 1947, von Carolyn Treffinger), Indien und Tibet (Daughter of the Mountain, 1948, von Louise Rankin) und Japan (Crow Boy, 1955, von Taro Yashima).
Wichtige Werke der 1960er Jahre waren der von den pazifischen Inseln erzählende Roman Call It Courage (1961; Armstrong Sperry, 1897–1976) und der von Spanien erzählende Roman Shadow of a Bull (1964; Maia Wojciechowska, 1927–2002). Suzanne Fisher Staples’ Kinderroman Shabanu, Daughter of the Wind (1989) erzählt die Geschichte eines Nomadenmädchens in Pakistan, und in Gloria Whelans National Book Award-Preisträger Homeless Bird (1990) geht es um eine junge Inderin, die bereits mit 13 Jahren zur Witwe wird. Aus Lateinamerika erzählt Joan Abeloves Jugendroman Go and Come Back (1998) über Indios im peruanischen Dschungel. Mit einem National Book Award wurde Nancy Farmers Jugendroman Das Skorpionenhaus (2002) über den Drogenanbau in Mexiko ausgezeichnet.
Eine kulturelle Minderheit im eigenen Land sind die Amischen, über die Mary Christner Borntrager, Carrie Bender und Levi Miller in den späten 1980er und in den 1990er Jahren etliche Kinder- und Jugendbücher beigetragen haben.

#### Action-orientierte Genres

##### Abenteuergeschichten
Ein früher Erzähler von Abenteuergeschichten für Kinder war Joseph Alexander Altsheler (1862–1919). Vor allem für ein Publikum von Jungen schrieb Walter Scott Story (1879–1955), ein Serienautor von Abenteuerromanen. Laurie York Erskine (1894–1976) veröffentlichte von 1922 bis 1941 seine Romanserie Renfrew of the Royal Mounted. Diese Abenteuergeschichten um einen Mountie waren so populär, dass sie in den 1930er Jahren vielfach verfilmt wurden. Im Pfadfindermilieu war die Handlung der meisten Bücher von Percy Keese Fitzhugh (1876–1950) angesiedelt. Populäre weitere Autoren von Abenteuerromanen für Jungen waren Holling C. Holling (1900–1973), James Cloyd Bowman (1880–1961) und Stephen W. Meader (1892–1977). Typische Produkte der Kriegsjahre waren die Dave Dawson- (1941–46) und Red Rendall-Romane (1944–46) von Robert Sidney Bowen (1900–1977), die für Kinder aufbereitete Kriegsabenteuer erzählen.
Für ihren Seglerroman Carry On, Mr. Bowditch (1955) erhielt Jean Lee Latham eine Newbery Medal. In den 1960er Jahren fand die Robinsonade Insel der blauen Delphine (1960) von Scott O’Dell (1898–1989) Internationale Beachtung. O’Dell wurde der 1972 als zweiter Amerikaner mit dem Hans Christian Andersen Preis ausgezeichnet.
Einer der bedeutendsten Abenteuerromane der 1960er Jahre spielt gar nicht an wilden oder exotischen Orten, sondern in der Großstadt: Der sehr populäre und mit einer Newbery Medal ausgezeichnete Roman From the Mixed-Up Files of Mrs. Basil E. Frankweiler (1967) von E. L. Konigsburg handelt von einem altklugen 11-jährigen New Yorker Mädchen, das von zu Hause ausreißt und Zuflucht im Metropolitan Museum of Art sucht. Von einem anderen Großstadtabenteuer, nämlich einem „Krieg“ zwischen Lieferwagenfahrern und fliegenden Händlern, erzählt The Pushcart War (1964) von Jean Merrill (1923–2012).
An Jungen adressiert waren die Abenteuergeschichten von Willard Price (1887–1983), Henry Felsen (1916–1995) und Jean Craighead George (1919–2012).
R. A. Montgomery veröffentlichte von 1979 bis 1998 eine Serie von „Choose Your Own Adventure“-Romanen, in denen die Leser durch Hin- und Herblättern an ausgewählten Punkten der Handlung selbst entscheiden können, wie die Erzählung weitergehen soll. Sid Fleischmans (1920–2010) Newbery-Buch The Whipping Boy (1986) erzählt die Geschichte von einem Prügelknaben, der unerwartet zum besten Freund des verzogenen Prinzen wird, für den er gewöhnlich die Schläge einstecken muss. Andere wichtige Abenteuerromane der Zeit waren The Goats (1987; von Brock Cole) und die Problemgeschichte um Schuld und Gewissen On My Honor (1987; von Marion Dane Bauer).
Der Kinder-Abenteuerroman erlebte am Ende des 20. Jahrhunderts mit Edward Irving Wortis, der seine Bücher unter dem Pseudonym „Avi“ veröffentlichte, eine Wiederbelebung. Nachdem Wortis bereits seit den 1960er Jahren Geschichtsromane und andere Kinderbücher geschrieben hatte, veröffentlichte er 1990 den Roman The True Confessions of Charlotte Doyle über die Abenteuer einer 13-Jährigen an Bord eines Transatlantikseglers im Jahre 1832, der eine Newbery Honor erhielt und zum Bestseller wurde. 2002 folgte Wortis' Newbery Medal-Preisträgerbuch Crispin: The Cross of Lead über die Abenteuer eines 13-jährigen Bauernjungen im mittelalterlichen England; eine erste Fortsetzung des Romans erschien 2006.
Eine Spezialistin für Abenteuergeschichten im historischen Gewand ist die gegenwärtig in Großbritannien lebende amerikanische Schriftstellerin Gillian Bradshaw, die durch Arbeiten wie den Römer-Roman Island of Ghosts (1998) bekannt geworden ist. Ebenfalls dem Abenteuer-Genre zuzurechnen ist Joe Cottonwoods Kinderroman Quake (1995) über das Schicksal eines 14-jährigen Mädchens im Loma-Prieta-Erdbeben in San Francisco im Jahre 1989.

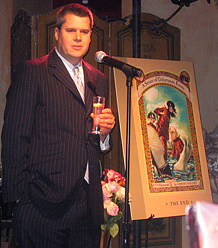
Daniel Handler alias Lemony Snicket, Autor der Romanserie Eine Reihe betrüblicher Ereignisse

Zu den erfolgreichsten amerikanischen Kinderbüchern der frühen 2000er Jahre zählt die 1999–2006 erschienene Romanreihe Eine Reihe betrüblicher Ereignisse von Daniel Handler, der auch in Deutschland eher unter seinem Pseudonym Lemony Snicket bekannt ist. Die von einer stark melancholischen Grundstimmung geprägte dreizehnteilige Serie erzählt die Abenteuer dreier außergewöhnlich begabter Geschwister, die nach dem Tode ihrer Eltern den Machenschaften ihres auf das Erbe erpichten Onkels zu entkommen suchen. Thematisch weitläufig verwandt ist Greg R. Fishbones unterhaltsamer Briefroman The Penguins of Doom (2007) über eine 13-Jährige, die auf der Suche nach ihrer verschwundenen Drillingsschwester ebenfalls eine Reihe seltsamer Abenteuer erlebt. Unter den literarisch interessantesten Abenteuergeschichten der jüngsten Zeit befindet sich Brian Selznicks Caldecott Medal-Buch Die Entdeckung des Hugo Cabret (2007), ein Kinderroman über das späte Leben des französischen Filmpioniers Georges Méliès, in dem die narrative Form an Schlüsselstellen der Handlung immer wieder durch seitenlange, für sich selbst sprechende Bilderfolgen durchbrochen wird. Selznick ist ein Neffe des berühmten Hollywood-Produzenten David O. Selznick.
Die Métrico Mesh-Romane (seit 2005) von Wren Blackberry um die Amateur-Forschungsabenteuer zweier portugiesisch-amerikanischer Brüder versuchen, jungen Lesern beiläufig naturwissenschaftliche und historische Fakten zu vermitteln. Ebenfalls dem Genre des Abenteuerromans zuzurechnen ist Peg Kehrets Kinderbuch Escaping the Giant Wave (2004) über einen 13-Jährigen, der während des Urlaubs mit seiner Familie an der Küste von Oregon in einen Tsunami gerät. 2006 veröffentlichte Watt Key seinen Debütroman Alabama Moon über einen Jungen, der 1980 allein in der nordamerikanischen Wildnis zu überleben versucht.

##### Kriminalgeschichten
Im Bereich des Kinderkrimis trat seit 1910 Augusta Huiell Seaman hervor. Ein Erfolgsautor der Zeit nach dem Ersten Weltkrieg war Edward Stratemeyer, der nicht nur ca. 150 eigene Jugendbücher schrieb, sondern auch die Krimiserie The Hardy Boys erfand, die – von verschiedenen Autoren geschrieben – seit 1927 bis in die Gegenwart erscheint und damit als die am längsten existierende Kinderbuchserie der Literaturgeschichte gilt. Gertrude Chandler Warner (1890–1979) begann 1942 mit der Veröffentlichung ihrer The Boxcar Children-Bücher, einer sehr populären Reihe von Kinder-Krimis, für die Warner bis 1976 immer neue Bände schrieb. 1930 begann der Grosset & Dunlap-Verlag mit der Veröffentlichung von Nancy Drew-Kriminalromanen, einer bis 2002 fortgeschriebenen Bestseller-Reihe für Mädchen, an der unter dem Pseudonym Carolyn Keene zahlreiche verschiedene Autoren mitarbeiteten. 1932 folgte Margaret Suttons (1903–2001) ähnlich erfolgreiche Mädchen-Krimiserie Judy Bolton (bis 1967).
In den 1950er Jahren schuf der unter verschiedenen Pseudonymen schreibende Andrew E. Svenson (1910–1975) mit seinen The Happy Hollisters-Romanen (1953–1970) eine erfolgreiche Krimiserie, in deren Mittelpunkt eine Familie mit fünf Kindern steht, deren Leidenschaft es ist, Kriminalfälle zu lösen.
In den 1960er Jahren begannen zwei erfolgreiche Kinder-Krimiserien zu erscheinen: die Alvin Fernald-Romane (1960–1986) von Clifford B. Hicks handeln von einem Jungen, dessen phantastische Erfindungen ihm beim Auflösen von Kriminalfällen helfen; um einen Detektiv-Jungen von fabelhafter Intelligenz geht es auch in Donald J. Sobols Encyclopedia Brown-Romanen (seit 1963). Robert Arthur begründete 1963 die Krimiserie Die drei ???. Als ein Meilenstein in der Geschichte der amerikanischen Kinderliteratur gilt Louise Fitzhughs (1928–1974) Roman Harriet the Spy (1964) über eine ambitionierte und intelligente 11-Jährige, die in ihrem kleinen Umfeld (der reichen Upper East Side von Manhattan) durch scharfe Beobachtung Probleme ihrer Mitmenschen löst und Dinge ins Lot rückt.
Der beachtlichste Kinder-Kriminalroman der 1970er Jahre ist der Newbery Medal-Träger The Westing Game (1978) von Ellen Raskin (1928–1984), ein Whodunit um die 16 Erben eines unter seltsamen Umständen verstorbenen Millionärs. Viel gelesen wurden auch die seit 1972 erschienenen Nate the Great-Detektivromane von Marjorie W. Sharmat. Der mit einem National Book Ward ausgezeichnete Kinderkrimi The Court of the Stone Children (1973) von Eleanor Cameron (1912–1996) führt die Leser ins Frankreich der Zeit Napoleons. Ein anderer Krimi, The Perilous Gard (1974) von Elizabeth Marie Pope, erzählt von Druiden im mittelalterlichen England.
Lois Duncan (1934–2016) publizierte 1985 ihren Teenagerthriller Locked In Time (1985) über eine Internatsschülerin, die mit dem Tod ihrer Mutter und der Wiederverheiratung ihres Vaters fertigwerden muss. Eine erfolgreiche Krimi-Serie für jüngere Mädchen bildeten die seit 1980 veröffentlichten Cam-Jansen-Romane von David A. Adler. 1999 entstand die Hermux Tantamoq-Serie von Michael Hoeye über eine Kriminalfälle lösende Maus.
Hohe intellektuelle Ansprüche stellt Blue Ballietts Buch Chasing Vermeer (2003), ein Krimi, in dem zwei 12-jährige Mädchen einem gestohlenen Vermeer-Gemälde nachspüren und sich dabei ausführlich mit Pentominorätseln auseinandersetzen müssen. Ihr 2006 erschienenes Buch The Wright 3 ist ein Architekturkrimi, in dessen Mittelpunkt Frank Lloyd Wrights Robie House steht. Ally Carters Gallagher Girls-Serie handelt von einer Anzahl weiblicher Teenager, die an einem Spezialinternat unter höchster Geheimhaltung als Agentinnen ausgebildet werden. Ähnliche Motive finden sich in Trenton Lee Stewarts seit 2007 erscheinenden Mysterious Benedict Society-Bestsellerromanen, in denen hochbegabte Kinder beiderlei Geschlechts geschult werden und spionieren.

#### Geschichtsromane

##### Amerikanische Geschichte
Von Amanda Douglas (1831–1916) stammen die Little Girl-Romane (1896–1909), die als die erste historisierende Mädchenbuchserie der amerikanischen Literaturgeschichte gelten. Harriet Theresa Comstock publizierte im Jahre 1900 ihren Erstlingsroman Molly, the Drummer Boy mit einer Episode aus dem Amerikanischen Unabhängigkeitskrieg. Die Autorin ließ mehrere weitere Geschichtsromane für junge Leser folgen. Rachel Field (1894–1942) veröffentlichte 1929 ihren Roman Hitty, Her First Hundred Years, der die Geschichte Neuenglandes anhand des Schicksals einer Puppe erzählte.

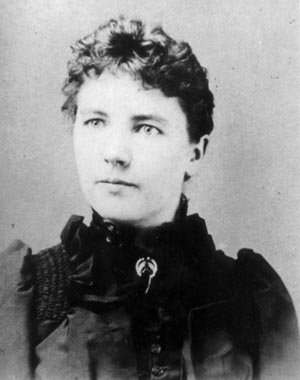
Laura Ingalls Wilder (1867–1957), Autorin der Little House on the Prairie-Erzählungen

In der Zeit nach der Weltwirtschaftskrise entstanden viele Romane und Erzählungen, die das Alltagsleben amerikanischer Kinder in früheren Zeiten beschrieben. Die bedeutendste Vertreterin dieser Memoiren- und Geschichtsliteratur war Laura Ingalls Wilder, deren Little House on the Prairie-Erzählungen (1932–1974 veröffentlicht) von ihrem Aufwachsen in einer Siedlerfamilie im Mittleren Westen inspiriert sind. Dem internationalen Publikum sind diese Geschichten oft nur durch die süßliche Fernsehadaption Unsere kleine Farm (1974–1983) bekannt geworden. Literaturkritiker zählen Wilder jedoch zu den bedeutendsten Autoren des Landes, und die ALA hat nicht nur sechs ihrer Bücher mit der Newbery Honor ausgezeichnet, sondern Wilder für ihren Gesamtbeitrag zur amerikanischen Kinderliteratur auch die 1954 gestiftete Bronzemedaille verliehen, die seitdem ihr zu Ehren den Namen Laura Ingalls Wilder Medal trug, 2018 jedoch in Children’s Literature Legacy Award umbenannt wurde, nachdem in einer Untersuchung in Wilders Büchern Hinweise auf rassistische Stereotype festgestellt worden waren; Wilders Name wurde aus der Liste der Preisträger gestrichen. Millionenauflagen erreichten die Little House on the Prairie-Romane, als der Verlag HarperCollins sie 1971 erstmals als Taschenbücher herausbrachte. Andere Autoren, wie Roger Lea MacBride (1929–1995), setzten die Reihe später fort. Melissa Wiley schrieb sogar eine Serie von Prequels, die Martha Years-Romane (1999–2003), über Vorfahren der Familie in Schottland im frühen 18. Jahrhundert.
Weitere Autoren, die für ein jugendliches Lesepublikum das historische Alltagsleben in Land und Stadt dargestellt haben, sind Robert Lawson (1892–1957), Carol Ryrie Brink (1895–1981), Ruth Sawyer (1880–1970) und Lois Lenski (1893–1974). Ein besonderer Publikumserfolg waren die 1940–1955 erschienenen Betsy-Tacy-Romane von Maud Hart Lovelace (1892–1980), die das Leben eines amerikanischen Mädchens von der Kindheit bis ins frühe Erwachsenenalter erzählt und damit einen 20-jährigen Zeitraum um die Wende zum 20. Jahrhundert abdeckt.
Neben solchen Alltagsgeschichten entstanden auch viele historische Romane im engeren Sinne. Zu den Autoren fiktionaler Jugendliteratur, die in den 1930er und frühen 1940er Jahren amerikanische Geschichte aufgearbeitet haben, zählen Elsie Singmaster (1879–1958), Mary Jane Carr (1895–1988), Esther Forbes (1891–1967), Elizabeth Enright (1909–1968), Doris Gates (1901–1987), Eva Roe Gaggin und Walter D. Edmonds (1903–1998).
Walter (1901–1994) und Marion Havighursts Song of The Pines: A Story of Norwegian Lumbering in Wisconsin (1949) schildert die Erlebnisse eines jungen norwegischen Einwanderers im Farmland des Mittleren Westen. Den Farmalltag früherer Zeiten schildern auch die Mädchenbücher Wonderful Year (1946; von Nancy Barnes) und The Golden Name Day (1955; von Jennie Linquist).
Viele Kinder- und Jugendbücher der Zeit nach dem Zweiten Weltkrieg hatten die amerikanische Geschichte zum Thema. Eine Reihe von Büchern befasste sich mit den Schicksalen der Pioniere, wie der Roman Better Known as Johnny Appleseed (1950; von Mabel Leigh Hunt, 1892–1971) und der Bestseller The Courage of Sarah Noble (1954; Alice Dalgliesh, 1893–1979). Die Romane Rifles for Watie (1957; Harold Keith, 1903–1998) und The Perilous Road (1958; William O. Steele 1917–1979) erzählen Geschichten aus dem Sezessionskrieg.
In den 1960er Jahren erschienen die The Great Brain-Romane (1967–1995) von John D. Fitzgerald (1906–1988), deren Handlung in Utah am Ende des 19. Jahrhunderts angesiedelt ist. Ester Wiers (1910–2000) Buch The Loner (1963) erzählt die Geschichte eines Waisenjungen, der sich als landwirtschaftlicher Wanderarbeiter in Montana durchschlägt.
Wichtige Geschichtsromane der 1970er Jahre sind James und Christopher Colliers Roman über den Unabhängigkeitskrieg, My Brother Sam is Dead (1974), und Joan Blos’ Mädchentagebuch aus den 1830er Jahren, A Gathering of Days: A New England Girl’s Journal (1979). Robert Newton Pecks Buch A Day No Pigs Would Die (1972) berichtet vom Leben der Shaker in Vermont.
Zahlreiche Literaturpreise erhielt der Roman The Slave Dancer (1973) von Paula Fox über die amerikanische Sklaverei. 1978 erhielt Fox – als vierte Amerikanerin – den renommierten internationalen Hans Christian Andersen Preis. The Edge of Nowhere (1972) von Lucy Johnston Sypher (1907–1990) berichtet über den Alltag einer Familie in North Dakota in der Zeit um 1900. In einem jüngeren Abschnitt der amerikanischen ist die Handlung von Myron Levoys international viel beachtetem Roman Der gelbe Vogel (1977) angesiedelt, der vom Schicksal eines jüdischen Flüchtlingsmädchens in New York City in der Zeit des Zweiten Weltkrieges erzählt. Ein weiteres interessantes historisches Kinderbuch ist The Moved-Outers (1972) von Florence Crannell Means (1891–1980), das von der Internierung japanischstämmiger Amerikaner im Zweiten Weltkrieg handelt, einem Thema, dessen öffentliche Diskussion in den USA zu diesem Zeitpunkt noch kaum begonnen hatte. Im selben Jahr erschien zum selben Thema der autobiografische Roman Farewell to Manzanar von Jeanne Wakatsuki Houston und James D. Houston, den das Autorenpaar 1976 als Film adaptierte und der 1983 erneut in Millionenhöhe aufgelegt wurde. Ein Bestseller war der Jugendroman Summer of My German Soldier (1973) von Bette Greene über die Liebe einer Amerikanerin zu einem deutschen Kriegsgefangenen.

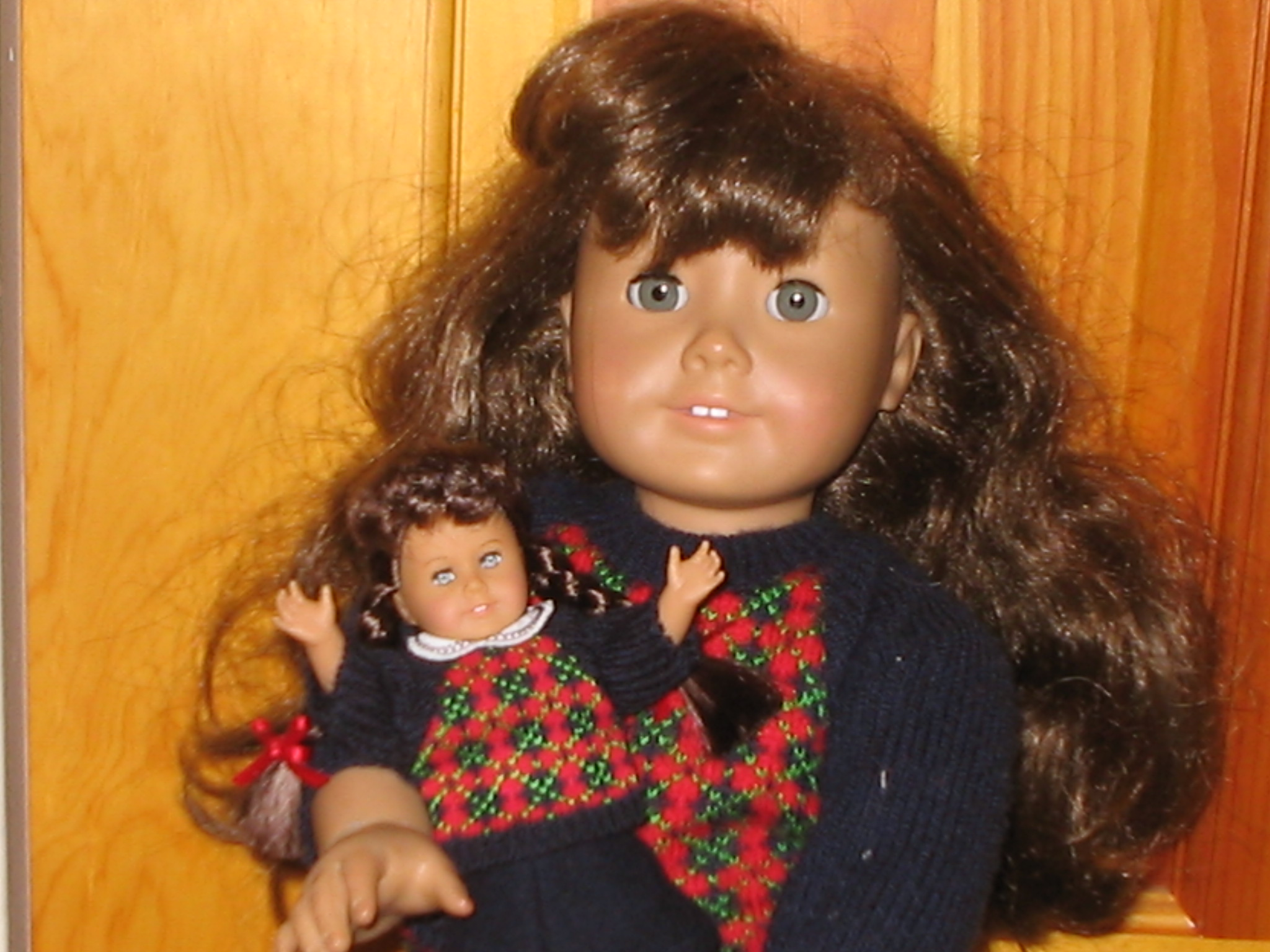
Molly, eine American Girl-Puppe, deren Charakter der Zeit des Zweiten Weltkrieges zugeordnet ist. Mollys Abenteuer erschienen nicht nur in Buchform, sondern 2006 auch als Film.

Verantwortlich für die kommerziell erfolgreichste Kinder-Geschichtsbuch-Reihe der 1980er Jahre – wenn nicht der amerikanischen Kinderliteratur überhaupt – ist das Unternehmen American Girl, das seit 1986 nicht nur eine Serie von Puppen herausbringt, die jeweils mit einer Kollektion von Kleidern aus einem bestimmten Abschnitt der amerikanischen Geschichte geliefert werden, sondern ergänzend auch eine Vielzahl von Printmaterialien wie Anziehpuppen und Lesebücher, in denen nicht nur Abenteuer über die einzelnen Puppencharaktere erzählt, sondern auch Geschichtskenntnisse vermittelt werden. Von 1986 bis 1993 erschienen diese Bände, hinter denen Autorinnen wie Janet Shaw, Valerie Tripp, Connie Porter, Susan Adler und Maxine Rose Schur standen, immer wieder mit Millionenauflagen in den Bestsellerlisten.
Mit der amerikanischen Geschichte beschäftigen sich in derselben Zeit auch viele andere Bücher, wie der Roman A Lion to Guard Us (1981) von Clyde Robert Bulla (1914–2007), der die Geschichte eines englischen Mädchens erzählt, das im 17. Jahrhundert auf der Suche nach ihrem Vater in die Kolonie Virginia reist. Newbery Medal-Bücher der 1980er Jahre waren Russell Freedmans „Photobiografie“ über Abraham Lincoln (1987) und Patricia MacLachlans Familienroman Sarah, Plain and Tall (1985), der vom Leben der Farmer im Mittleren Westen zur Zeit des späten 19. Jahrhunderts berichtet. Von Erlebnissen amerikanischer Kinder im Zweiten Weltkrieg handelt Lily’s Crossing (1984) von Patricia Reilly Giff. Der 1984 publizierte Bestseller In the Year of the Boar and Jackie Robinson von Bette Bao Lord erzählt die Geschichte eines chinesischen Migrantenmädchens in New York im Jahre 1947.
Jackie French Koller veröffentlichte 1992 ihren Roman The Primrose Way über eine junge Puritanerin, die mit ihren Eltern 1633 als Siedlerin nach Massachusetts kommt. Von den Erlebnissen eines Mädchens im Unabhängigkeitskrieg erzählen die Annie Henry-Romane (1995/96) von Susan Olasky. Rachel’s Journal: The Story of a Pioneer Girl (1999) von Marissa Moss erzählt die Geschichte einer jungen Siedlerin, die 1850 über den Oregon Trail nach Westen geht. Im selben Jahr erschienen Susan Campbell Bartolettis Roman No Man’s Land über die Erlebnisse eines 14-jährigen Jungen aus Georgia, der als Soldat am Sezessionskrieg teilnimmt, und Jennifer L. Holms Buch Our Only May Amelia über eine junge Finnin, die 1899 mit ihrer Familie nach Washington State kommt.
Drei der bedeutendsten Kinder-Geschichtsbücher der 1990er Jahre erzählen aus den schwierigen 1930er Jahren: Karen Hesses Newbery-Jugendroman Out of the Dust (1997) schildert die Erfahrungen einer Farmerfamilie in den Dust-Bowl-Jahren von Oklahoma. 1998 veröffentlichte Richard Peck das Kinderbuch A Long Way from Chicago über zwei Geschwister aus Chicago, die während der Großen Depression zu ihrer exzentrischen Großmutter aufs Land geschickt werden; für die Fortsetzung, A Year Down Yonder (2000), wurde Peck mit der Newbery Medal ausgezeichnet.
Von Jim Murphy stammt der Kinderroman An American Plague (2003) über eine verheerende Gelbfieberepidemie in Philadelphia im Jahr 1793. Vom japanischen Angriff auf Pearl Harbor handelt Harry Mazers Kinderroman A Boy at War (2001).

##### Weltgeschichte
Wichtigster Vertreter des historischen Jugendromans war in den 1920er Jahren Bernard G. Marshall, dessen Roman Cedric the Forester eine Geschichte aus dem mittelalterlichen England erzählt und der 1922 mit der Newbery Honor ausgezeichnet wurde. 1924 publizierte Charles Hawes sein Piratenabenteuer The Dark Frigate, dessen Handlung im England des 18. Jahrhunderts angesiedelt war.
Caroline Dale Snedekers (1871–1956) 1933 erschienenes Buch The Forgotten Daughter erzählt eine Geschichte aus der römischen Antike. Kate Seredy (1896–1975) veröffentlichte 1937 ihren Hunnen-Roman The White Stag. Die Handlung von Eloise Lownsberys (1888–1967) Out of the Flame (1931) und von Ann Kyles Apprentice of Florence (1933) war in der französischen bzw. italienischen Renaissance angesiedelt. Agnes Hewes veröffentlichte 1930 ihre Geschichtsphantasie Spice and the Devil’s Cave, die eine fiktive Zusammenkunft der portugiesischen Seefahrer Vasco da Gama, Bartolomeu Diaz und Ferdinand Magellan beschreibt. Elizabeth Gray Vinings (1902–1999) 1942 publizierter Roman Adam of the Road erzählt die Geschichte eines Jungen im mittelalterlichen England.
In den 1940er Jahren berichteten einige Autoren erneut aus dem europäischen Mittelalter, darunter Eleanor Jewett (The Hidden Treasure of Glaston, 1946), Anne Malcolmson (Song of Robin Hood, 1947) und Marguerite de Angeli (1889–1987) in ihrem Newbery-Siegertitel The Door in the Wall (1949).
Eine der namhaftesten Persönlichkeiten, die zur amerikanischen Kinder- und Jugendliteratur beigetragen haben, ist der 1935 aus Polen geflohene jiddische Schriftsteller und spätere Literatur-Nobelpreisträger Isaac Bashevis Singer (1902–1991). Fast alle der 14 Kinderbücher, die Singer geschrieben hat, erzählen von der Geschichte und dem Leben der polnischen Juden. Am bekanntesten sind seine Erzählbände  Mazel and Shlimazel  (1966),
Zlateh die Geiß (1967) und Die Schelme von Schelm (1973) sowie der autobiografische Bericht Eine Kindheit in Warschau (1969), für den Singer 1970 mit einem National Book Award ausgezeichnet wurde.
Mit anderen Abschnitten aus der europäischen Geschichte befassen sich Elizabeth George Speares preisgekröntes Alt-Palästina-Buch The Bronze Bow (1961), die Griechenland-Geschichte Men of Athens (1962) von Olivia Coolidge und der Velázquez-Roman I, Juan de Pareja (1965) von Elizabeth Borton de Treviño (1904–2001).
In den 1970er Jahren erschien unter anderem Holocaust-Roman The Upstairs Room (1972) von Johanna Reiss. Von einem anderen Genozid, dem türkischen Völkermord an den Armeniern, handelt David Kherdians Buch The Road from Home: The Story of an Armenian Girl (1979).
Thema von Rhonda Blumbergs Kinderroman Commodore Perry In the Land of the Shogun (1985) war der Beginn der amerikanisch-japanischen Handelsbeziehungen im 19. Jahrhundert. Der autobiografische Roman Homesick: My Own Story (1982) der vielfach ausgezeichneten Kinderbuchautorin Jean Fritz erzählt von den Erlebnissen eines amerikanischen Mädchens in China in den 1920er Jahren. Lois Lowrys populärer Roman Number the Stars (1990) erzählt vom Schicksal der Juden im Zweiten Weltkrieg aus der Perspektive Dänemarks, wo die Bevölkerung trotz der deutschen Besetzung einen Holocaust durch zivilen Ungehorsam verhindern konnte. Noch bekannter ist heute allerdings Lowrys 1993 erschienener Roman Hüter der Erinnerung über die verstörenden Erfahrungen eines 12-jährigen Jungen in einer nur scheinbar idealen Welt.
Karen Cushmans Debütroman Catherine, Called Birdy (1994) erzählt von einer jungen Adligen im mittelalterlichen England. 1995 folgte The Midwife’s Apprentice, Cushmans Geschichte eines ebenfalls im Mittelalter lebenden Findelkindes, das bei einer Hebamme aufwächst; die ALA zeichnete das Buch mit einer Newbery Medal aus.
Eine Newbery Medal errang Linda Sue Park mit ihrem Kinderroman A Single Shard (2001), über die Erlebnisse eines Waisenjungen im Korea des 12. Jahrhunderts. Ebenfalls mit einer Newbery Medal wurde das ungewöhnliche Jugendbuch Good Masters! Sweet Ladies! Voices from a Medieval Village (2007) von Laura Amy Schlitz ausgezeichnet, in dem an die Stelle einer Erzählung eine Serie von Monologen tritt, die von den einzelnen Mitgliedern einer mittelalterlichen englischen Dorfgemeinschaft gesprochen werden.

#### Phantastik

##### Märchen
Zu den importierten Traditionsbeständen der Kinderliteratur gehörten in den USA
seit dem letzten Viertel des 19. Jahrhunderts die Märchen von Hans Christian Andersen. Bereits von 1862 an hatte jedoch der amerikanische Schriftsteller Horace Scudder eine ganze Anzahl von märchenartigen Erzählungen für Kindern geschrieben. Frank R. Stocktons Buch The Bee-Man of Orn (1887) ist eine Mischung aus Märchen und Sage.

##### Allgemeine Phantastik

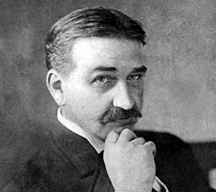
L. Frank Baum (1856–1919), Autor der Zauberer von Oz-Romane

Während Lewis Carroll in Großbritannien schon im 19. Jahrhundert Maßstäbe in der phantastischen Kinderliteratur gesetzt hatte, folgten die amerikanischen Autoren diesem Beispiel erst sehr spät. Im Jahr 1900 erschien eines der berühmtesten Werke der amerikanischen Jugendliteratur: L. Frank Baums Buch Der Zauberer von Oz erzählt die Geschichte des Mädchens Dorothy, die sich in Gesellschaft eine Vogelscheuche, eines Blechmanns und eines feigen Löwen zum Schloss eines Zauberers aufmacht, der ihr helfen soll, wieder in ihre Heimat Kansas zurückzugelangen. Der phantastische Roman war so erfolgreich – bereits im Erscheinungsjahr wurden 21.000 Exemplare verkauft – dass Baum bis 1919 13 Fortsetzungen schrieb. International bekannt wurde der Stoff später durch den MGM-Musicalfilm Der Zauberer von Oz von Victor Fleming. Nach Baums Tod setzten Ruth Plumly Thompson, John R. Neill, Rachel R. Cosgrove, Eloise Jarvis McGraw und Lauren Lynn McGraw die Reihe fort. Weitere Oz-Romane wurden seit Mitte der 1980er u. a. von James Howe, Dick Martin, Eric Shanower, Edward Einhorn, Gina Wickwar und Darren Reid veröffentlicht.
Ebenfalls im phantastischen Genre war Tudor Jenks (1857–1922) zu Hause, von dem u. a. die Imaginotions; Truthless Tales (1894) und der Roman Galopoff, the Talking Pony (1901) stammen.
Eine weitere frühe Vertreterin des phantastischen Genres ist Julia L. Sauer, deren 1944 veröffentlichter Roman Fog Magic die Zeitreise eines Mädchens beschreibt. 1947 veröffentlichte der in Frankreich geborene William Pène du Bois (1916–1993) sein alsbald mit der Newbery Medal ausgezeichnete Geschichte The Twenty-One Balloons (1947), in der es um die Schiffbruch eines pensionierten Lehrers auf einer seltsamen Insel geht. Eine ganz anders geartete bizarre Welt schuf Betty MacDonald (1907–1958) in ihrer Mrs. Piggle-Wiggle-Serie (1947–1957). Weitere Beispiele für phantastische Kinderliteratur der Zeit sind die Romane My Father’s Dragon (1948; von Ruth Stiles Gannett), The Blue Cat of Castle Town (1949; von Catherine Coblentz, 1897–1951), Half Magic (1954; von Edward Eager, 1911–1964), David and the Phoenix (1957; von Edward Ormondroyd) und The Gammage Cup (1959; von Carol Kendall, 1917–2012).

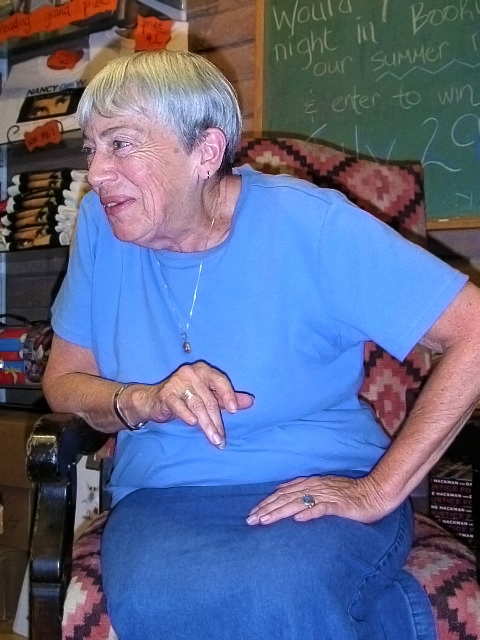
Ursula K. Le Guin (1929–2018), Autorin der Erdsee-Romane

In den 1960er Jahren erlebte das Genre der phantastischen Jugendliteratur einen deutlichen Aufstieg. Vorangetrieben wurde diese Entwicklung vor allem von drei Autoren: Madeleine L'Engle (1918–2007), Lloyd Alexander (1924–2007) und Ursula K. Le Guin. Madeleine L’Engle veröffentlichte 1962 ihren Roman Die Zeitfalte (A Wrinkle in Time), der von den Zeitreisen drei Kinder berichtet. Gemeinsam mit drei später entstandenen Fortsetzungsbänden bildet A Wrinkle in Time die Tetralogie Time Quartet. Eine ganz andere Art von Phantastik schrieb Lloyd Alexander, der 1964 mit der Veröffentlichung seiner fünfteiligen Serie Die Chroniken von Prydain begann. Die Handlung dieser Fantasy-Romane war in einer von walisischen Sagen inspirierten Mythenwelt angesiedelt. Ursula K. Le Guin schrieb eine Vielzahl von Science-Fiction- und Fantasyromanen, von denen der Erdsee-Zyklus (1968–2001) und der Roman Die linke Hand der Dunkelheit (früherer Titel: Winterplanet; 1969) am bekanntesten sind. Für jüngere Leser schrieb Le Guin die Romanserie Catwings (1988–1999) über mit Flügeln geborene Katzen.
Bereits 1961 war Norton Justers modernes Märchen The Phantom Tollbooth (1961) über einen Jungen erschienen, der durch eine magische Mautstation ins Königreich der Weisheit einreist. Weitere Vertreter der phantastischen Jugendliteratur waren Alexander Key (1904–1979; The Forgotten Door, 1965), Randall Jarrell (1914–1965; The Animal Family, 1965), Zilpha Keatley Snyder (1927–2014; The Egypt Game, 1967) und Sylvia Engdahl (Enchantress From the Stars, 1970). In The Magic of the Glits (1979) erzählt C. S. Adler die Geschichte einer siebenjährigen Waise, der zuliebe ein älterer Junge die Glits erfindet: magische Wesen, die Wünsche erfüllen können.
An jüngere Kinder adressiert waren die The Littles-Romane (1967–2003) von John Peterson (1924–2002), in deren Mittelpunkt winziger Elfen-artiger Wesen stehen, die unentdeckt im Haushalt einer amerikanischen Familie leben.
William Joyce schuf Mitte der 1980er Jahre die Abenteuerserie George Shrinks über einen 10-Jährigen, der aus unerklärlichen Gründen nur 8 Zentimeter groß ist. Die Bücher waren so populär, dass sie 2000 als Fernseh-Animationsserie adaptiert wurden.
Die Phantastik erreichte in den 1970er Jahren einen neuen Höhepunkt mit Katherine Paterson und ihren Roman Die Brücke nach Terabithia (1977) über zwei einsame Kinder, die in einem Wald in der Nähe ihrer Elternhäuser ein Phantasiereich erschaffen, in dem sie König und Königin sind. Das Buch wurde mit der Newbery Medal geehrt, und für ihr Lebenswerk erhielt Paterson später so hochrangige Auszeichnungen wie den Hans Christian Andersen Preis und den schwedischen Astrid-Lindgren-Gedächtnis-Preis.
Die britisch-amerikanische Schriftstellerin Susan Cooper veröffentlichte 1975 ihren Fantasyroman Der graue König. Das Buch, das Bestandteil einer fünfteiligen Serie von Artus-Romanen (Die Wintersonnenwende) ist, wurde mit der Newbery Medal ausgezeichnet. Weitere künstlerisch ambitionierte phantastische Romane der Zeit sind Journey Outside (1972; von Mary Q. Steele, 1922–1992), Tuck Everlasting (1975; von Natalie Babbitt) und A String in the Harp (1976; von Nancy Bond).

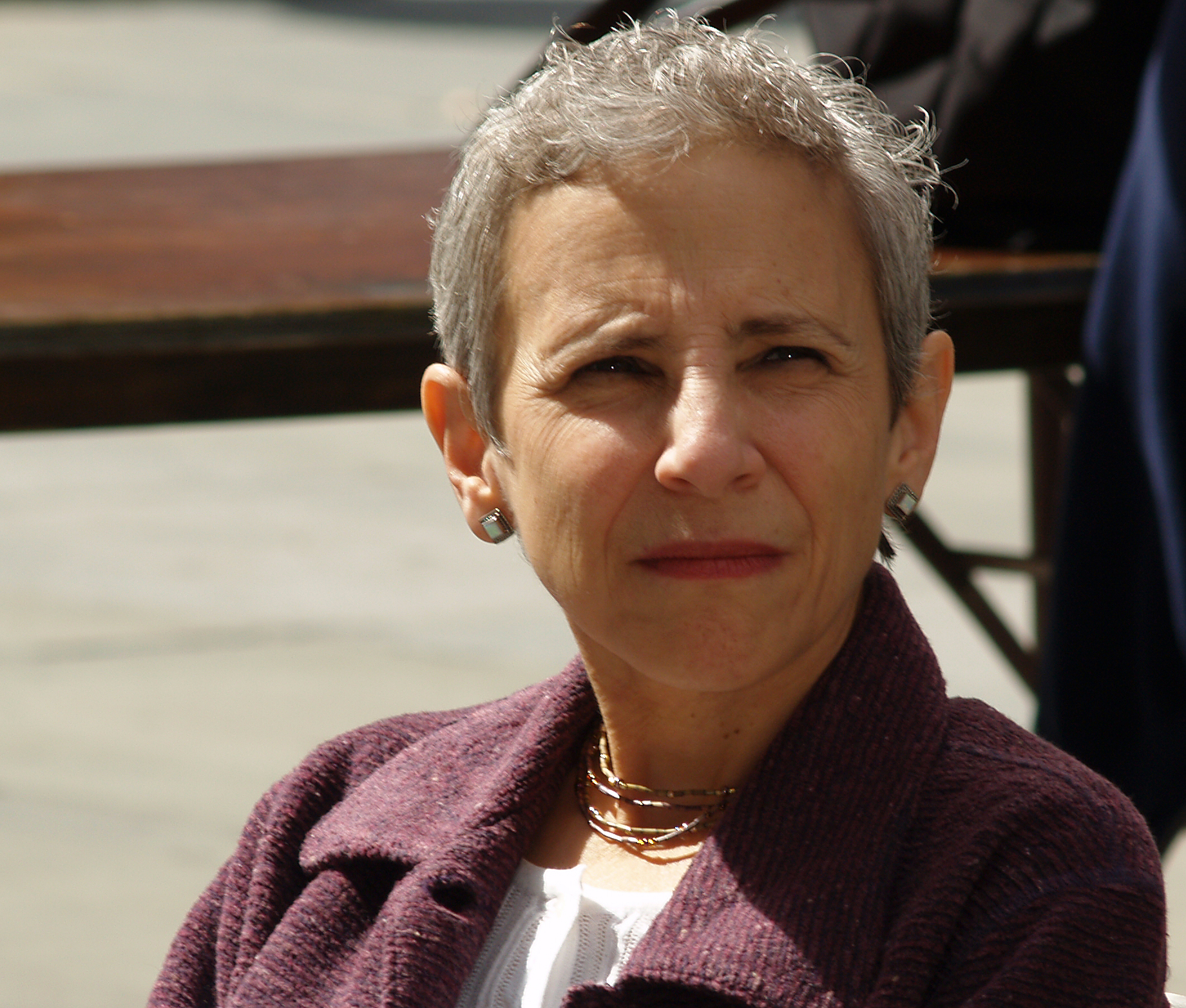
Gail Carson Levine, Autorin von Ella Enchanted

Zu den populärsten Fantasy-Autoren der 1990er Jahre zählt David B. Coe, der 1997 seinen Roman Children of Amarid veröffentlichte, der Ausgangspunkt der inzwischen 3-teiligen The Lon Tobyn Chronicle war. Eine andere Autorin, die seit dieser Zeit mit Fantasy-Bestsellern in Erscheinung tritt, ist Francesca Lia Block (Dangerous Angels: The Weetzie Bat Books, 1998).
An Kinder adressiert sind dagegen die phantastischen Romane Lizard Music (1996) von Daniel Pinkwater über einen Jungen, der Zeuge einer Invasion intelligenter Eidechsen wird, Ella Enchanted (1997) von Gail Carson Levine über ein Mädchen, das von einer Fee verwünscht worden ist, und das Feenbuch The Moorchild (1997) von Eloise McGraw. Phantastische Abenteuer erlebt auch der 13-jährige Jungwissenschaftler und Forschungsreisende, den Rob Thomas in den Mittelpunkt seines Kinderbuchs Green Thumb (1999) gestellt hat.
Bereits 1999 entstand die sehr populäre The Secrets of Droon-Serie von Tony Abbott, eine an Kinder im Grundschulalter adressierte Romanserie über drei Kinder, die im Keller eines ihrer Elternhäuser eine von Trollen und anderen Märchenwesen bevölkerte magische Welt entdecken. Die kommerziell erfolgreichste neuere Fantasy-Romanserie für jüngere Kinder ist die Spiderwick-Serie (2003/04) von Holly Black über die Abenteuer dreier Geschwister, die in dem alten Haus, in das sie nach der Scheidung ihrer Eltern umziehen, in eine Welt von Fabelwesen geraten.
Weitere phantastische Kinderbücher der jüngsten Zeit sind das Peter-Pan-Prequel Peter and the Starcatchers (2004) von Dave Berry und Ridley Pearson, die märchenartige Erzählung The King in the Window (2005) von Adam Gopnik, der Zeitreise-Roman The Black Canary (2005) von Jane Louise Curry und das komplexe Zahnfee-Märchen What-the-Dickens: The Story of a Rogue Tooth Fairy (2007) von Gregory Maguire. An ein etwas älteres Lesepublikum adressiert sind die märchenartigen Sylvie Cycle-Romane (seit 2001) von Roderick Townley, der Fantasyroman Sommerland (2002) von Michael Chabon, der Goth-Roman Green Angel (2003) von Alice Hoffman, Shapeshifter’s Quest (2005) von Dena Landon und das märchenartige Newbery Honor-Buch Princess Academy (2005) von Shannon Hale.

##### Gruselliteratur
Große Popularität erlangten die Schauerromane von V. C. Andrews (Blumen der Nacht, 1979). Eine Serie kurioser Gruselromane für Kinder schuf James Howe im Jahr 1979 mit seinen Bunnicula-Romanen um eine Familie, die von einem Vampir-Kaninchen heimgesucht wird, das Gemüse den Saft absaugt.
1986 begann Alvin Schwartz mit der Publikation seiner Scary Stories to Tell in the Dark, einer Serie von Gruselromanen für Kinder, die bis 1991 mehrfach in den Bestsellerlisten erschienen. 1980 veröffentlichte Barbara Brooks Wallace ihren Roman Peppermints in the Parlor über ein Mädchen, das nach dem Tod seiner Eltern Zuflucht bei Verwandten in San Francisco findet, jedoch bald entdeckt, dass ihr neues Zuhause von einem schrecklichen Geheimnis überschattet wird. Die Geschichte, das Wallace 2005 mit einer Fortsetzung ergänzte, wurde später gelegentlich mit den Arbeiten von Lemony Snicket verglichen.
Zu den gegenwärtig erfolgreichsten Autoren von Gruselgeschichten zählt R. L. Stine, der oft als „Stephen King der Kinderliteratur“ bezeichnet wird. Stine, der bis heute Dutzende von Gruselromanen für Kinder und für Jugendliche geschrieben hat, verdankt seine internationale Bekanntheit vor allem der Gänsehaut-Serie (seit 1992), deren Bände in den ersten sechs Jahren nach Entstehung der Reihe meist in Millionenhöhe aufgelegt waren. Eine andere Serie von Gruselromanen – The Watchers (1998/99) – stammt von Peter Lerangis. 1992 publizierte Patricia McKissack ihr Newbery Honor-Buch The Dark Thirty: Southern Tales of the Supernatural (1992), eine Sammlung von Spukgeschichten aus den amerikanischen Südstaaten. Viel gelesene Teenager-Gruselromane schrieben Christopher Pike (eigentlich Kevin McFadden; The Midnight Club, 1994), Vivian Vande Velde (Companions of the Night, 1995) und Annette Curtis Klause (Blood and Chocolate, 1997).
2002 veröffentlichte der 1992 aus Großbritannien eingereiste Neil Gaiman seine inzwischen auch als Animationsfilm vorliegende Fantasy- und Gruselgeschichte Coraline.

#### Science-Fiction
Erfolgreiche Science-Fiction-Romanserien schrieben Jerome Beatty Jr. (Matthew Looney-Serie, 1961–1978) und Bertrand R. Brinley (Mad Scientist’s Club-Serie, 1961–1868).

### Kleinformen

#### Lyrik
Beispiele für frühe Lyrikbände:
- Lydia Sigourney: Poetry for Children (1834)
- Mary Emily Bradley (1835–1898) und Kate J. Neely – Proverb-Serie (1868–1870)
- Eugene Field (1850–1895) – Wynken, Blynken, and Nod (1889)

Einen viel beachteten Lyrikband für Kinder schuf John Updike (1932–2009) mit dem von Trina Schart Hyman illustrierten A Child’s Calendar (1965).
J. Patrick Lewis veröffentlichte 2004 seinen Gedichtband Please Bury Me in the Library.
Die Poetry Foundation verleiht seit 2006 einen Preis für Kinder-Lyrik (Children’s Poet Laureate). Erster Preisträger war Jack Prelutsky (A Pizza the Size of the Sun, 1994).

#### Madlibs
Ein spielerisch-humoristisches Literaturgenre, das bereits in den 1950er Jahren entstanden war, in den 1970er Jahren jedoch mit Millionenauflagen in den Bestsellerlisten erschien, waren die bei amerikanischen Kindern bis heute äußerst populären Mad Libs. Mad Libs sind Sammlungen kurzer Texte, in denen an Stelle vieler Wörter (Substantive, Eigennamen, Verben, Adjektive, Adverbien) Leerstellen stehen, die vom Benutzer ergänzt werden. Da die Ersatzwörter ausgewählt werden, bevor der Benutzer den Text kennt, ergibt sich meist ein komischer und unterhaltsamer Effekt.

### Schauspiel
Montrose Jonas Moses veröffentlichte 1921 A Treasury of Plays for Children, in dem Dramatisierungen populärer Kinderromane gesammelt waren: Frances H. Burnett: The Little Princess, Constance D. Mackay: The Silver Thread, Marguerite Merington: The Tesing of Sir Gawayne, W. R. Robertson: Pinkie and the fairies, H. Williamson und T. Sarg: Punch and Judy: The Three Wishes, A. Strong: The Toymaker of Nuremberg, S. Walker: Six Who Pass While the Lentils Boil, Anna: Master Skylark.